# Mentalisering
Mentalisering är ett psykologiskt begrepp som skapats av de engelska psykiatrikerna och forskarna Anthony Bateman och Peter Fonagy. Mentalisering handlar om att ha mentala tillstånd i sitt medvetande eller på engelska "holding mind in mind". Mestadels kretsar mentalisering kring att tänka och känna om sig själv och om andra. Mentalisering handlar också om att förstå mentala tillstånds natur, till exempel att de är "flyktiga" och att de kan ändras snabbt eller att det aldrig går att veta exakt vad en annan person känner och tänker.
Begreppet mentalisering är nära förknippat med diagnosen borderline personlighetsstörning, då teorin uppstått under arbetet att ta fram en terapeutisk metod för diagnosen. Teorin går ut på att alla ibland tappar mentaliseringsförmågan och hamnar i mentaliseringssammanbrott. Problemet vid borderline personlighetssyndrom är att mentaliseringsförmågan förloras snabbare samt att det tar längre tid att återhämta sig från ett mentaliseringssammanbrott. Förmågan att mentalisera, i trygga förhållanden, är dock inte nedsatt hos personer med borderline personlighetssyndrom, enligt teorin. Terapimetoden som arbetet mynnade ut i kallas för mentaliseringsbaserad terapi (MBT).
Mentalisering delas upp i fyra olika dimensioner. Dessa dimensioner ska ses som spektrum, där mentalisering uppstår om man kan röra sig förhållandevis flexibelt i dimensionen. De fyra dimensionerna är:
- Automatisk – kontrollerad
- Själv – andra
- Internt fokus – externt fokus
- Kognition – affekt

Tre andra viktiga begrepp inom mentaliseringsteorin är tre förmentaliserande lägen, i vilka man kan hamna i vid mentaliseringssammanbrott. Dessa tre lägen är:
- Teleologisk hållning
- Psykisk ekvivalens
- Låtsas-läge

Vid teleologisk hållning upplevs erfarenheter endast giltiga när konsekvenser är synliga. Psykisk ekvivalens handlar om att inre verklighet likställs med den yttre. I låtsas-läge är istället den yttre verkligheten helt skild från den inre.